# Henry David Thoreau
Vous lisez un « article de qualité » labellisé en 2009.
« Thoreau » redirige ici. Pour les autres significations, voir Thoreau (homonymie).
Œuvres principales
- A Week on the Concord and Merrimac Rivers  (1849)
- La Désobéissance civile (1849)
- Walden ou la Vie dans les bois (1854)
- Les Forêts du Maine (1864)

Henry David Thoreau (de son vrai nom David Henry Thoreau) est un philosophe, naturaliste et poète américain, né le 12 juillet 1817 à Concord (Massachusetts), où il est mort le 6 mai 1862.
Son œuvre majeure, Walden ou la Vie dans les bois, est une réflexion sur l'économie, la nature, le matérialisme et la vie simple menée à l'écart de la société, écrite lors d'une retraite dans une cabane qu'il s'était construite au bord d'un lac. Son essai La Désobéissance civile, qui témoigne d'une opposition personnelle face aux autorités esclavagistes de l'époque, a inspiré des actions collectives menées par Gandhi et Martin Luther King Jr. contre la ségrégation raciale.
Thoreau abhorre l'esclavage des noirs, qui démontre selon lui que le christianisme qui prévaut officiellement n'est que superstition, et que les politiciens ne sont pas motivés par des « lois élevées ». Il envisage une réforme morale de la société par la non-collaboration aux injustices des gouvernements, comme prônée par son contemporain abolitionniste William Lloyd Garrison, mais il reste presque toujours à l'écart de toute activité et organisation sociale, quelle qu'elle soit. Après la tentative ratée de John Brown pour lancer une insurrection en faveur de l'abolition, Thoreau le considère comme un sauveur et lui exprime publiquement son appui. Il s'est donc retrouvé à la fin de sa vie, à l'aube de la guerre civile américaine, en accord avec l'opinion publique de plus en plus commune qui commençait à croire à l'abolition de l'esclavage par la force brute, et ce sans s'impliquer pour autant davantage lui-même.
Surnommé le « poète-naturaliste » par son ami William Ellery Channing (1818-1901), Thoreau est fasciné par les phénomènes naturels et les formes de vie, notamment la botanique, et il consigne dans son journal, qui couvre plus d'une vingtaine d'années, ses observations détaillées et les sentiments personnels qu'elles font naître en lui. Il adoptait avec les années une approche de plus en plus systématique, scientifique, et celui qui était arpenteur à ses heures a pu aussi écrire des textes de références sur la foresterie et l'écologie. L'amour et le respect de la nature qu'il transmet sont devenus, à mesure que son œuvre a été publiée et connue, une source d'inspiration constante pour des naturalistes amateurs et des écologistes ; tout autant, ses idées économiques et politiques intéressent des activistes sociaux et des adeptes de la simplicité volontaire.

## Biographie
Thoreau accuse un silence autobiographique tout au long de son œuvre, souligne Michel Granger dans Henry David Thoreau. Néanmoins, grâce à son Journal et aux témoignages de proches tels William Ellery Channing, qui publie sa première biographie (Thoreau the Poet-Naturalist, en 1873) ou Harrison Blake (qui entretient une correspondance régulière avec Thoreau de mars 1848 à mai 1861), le fil de son existence est connu. Le témoignage de son ami et mentor Ralph Waldo Emerson, dans Thoreau, est également précieux. Le journal intime de Thoreau n'est par ailleurs publié qu'en 1906 : « Ma vie a été le poème que j'aurais voulu écrire », explique Thoreau dans un poème, car il est avant tout à la recherche de l'existence la plus authentique. Selon l'expression de Michel Barrucand : « Vivre fut sa profession, s'émerveiller sa raison d'être, écrire sa façon de se révolter ou de témoigner ».

### Premières années (1817-1828)

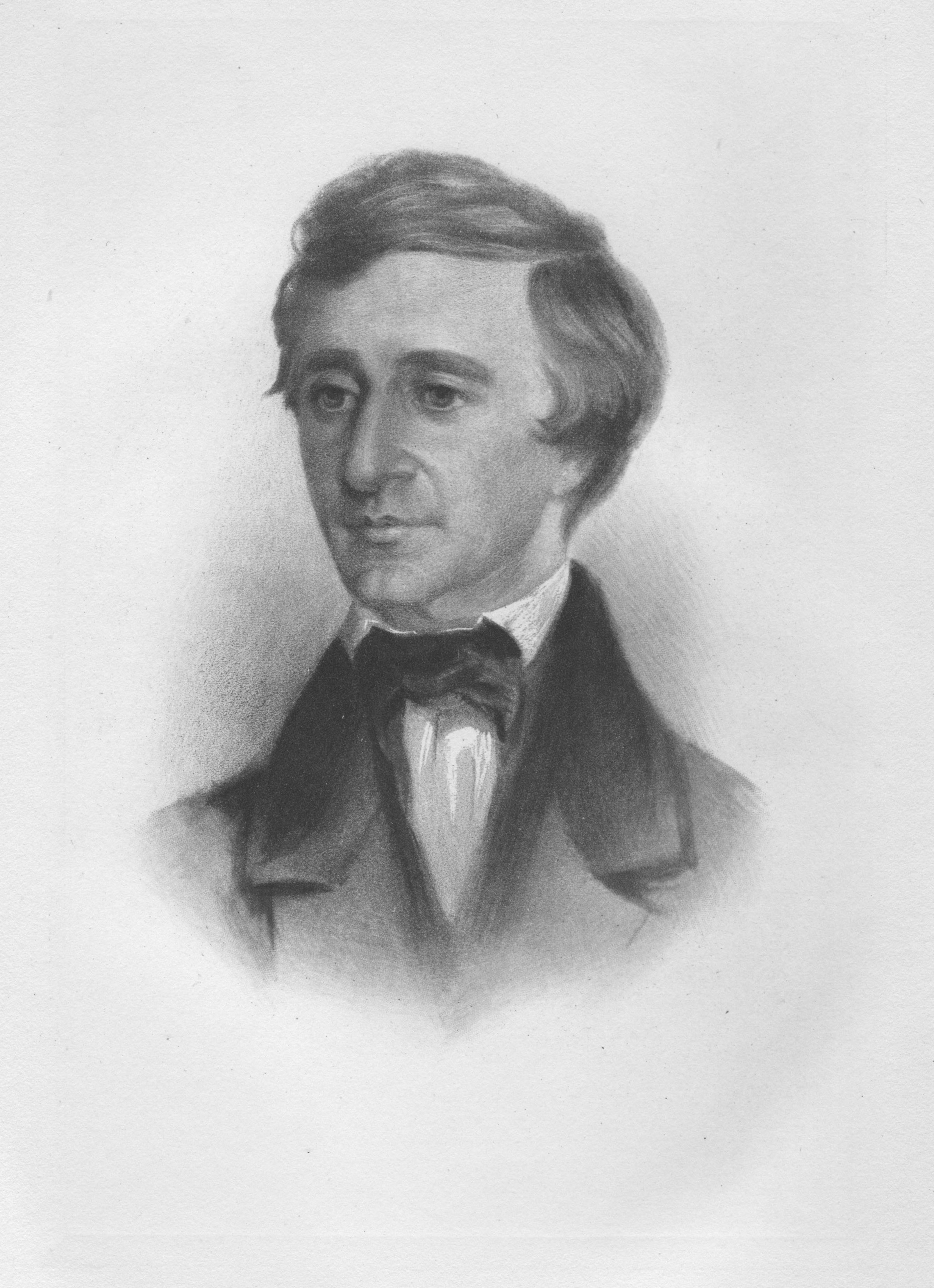
Portrait au crayon d'Henry David Thoreau en 1854 par Samuel Worcester Rowse et conservé à la Concord Free Public Library.

David Henry Thoreau, d'origine écossaise et française, naît le 12 juillet 1817, dans la ville de Concord, Massachusetts, comptant alors 2 000 habitants. David Henry est ainsi nommé en l'honneur d'un oncle paternel récemment décédé, David Thoreau. Il est le fils de John Thoreau et de Cynthia Dunbar. Il a un frère et une sœur aînés, John Junior et Helen et une sœur cadette, Sophia. Sa maison natale a été préservée, sur Virginia Road, après avoir été déplacée d'environ 275 mètres.
Son grand-père paternel est d'origine anglaise, né à Saint-Hélier, à Jersey. Il a quitté l'île en 1773 pour les États-Unis sur un bateau corsaire. Son grand-père maternel, Asa Dunbar, successivement enseignant, pasteur et avocat, a joué un rôle dans ce qui est nommé la « rébellion de pain et de beurre », à Harvard, en 1766, et qui est la première manifestation d'étudiants de l'histoire des États-Unis,,.
Selon son meilleur ami, William Ellery Channing, Thoreau a une ressemblance physique avec Jules César et, bien qu'il soit de taille moyenne, lui-même ne se juge pas beau, affublé d'un nez qu'il considère être son « trait le plus proéminent ». Le poète Nathaniel Hawthorne, quant à lui, le décrit ainsi : « [Thoreau] est laid : un long nez ; une bouche étrange ; des manières rustiques quoique courtoises, qui correspondent très bien à son apparence extérieure. Mais sa laideur est quand même honnête et agréable, et lui sied mieux que la beauté ».
À partir de 1818, sa famille traverse des années de difficultés financières mais, en 1824, son père décide de créer une fabrique de crayons à Concord. Les Thoreau s'installent donc à Chelmsford, dans le Massachusetts puis, en 1821, ils emménagent à Boston. David Henry y entre bientôt à l'école. C'est en 1822 qu'il découvre l'étang de Walden (Walden Pond), lors d'un séjour chez sa grand-mère. Sa fibre littéraire commence alors à apparaître et, en 1827, le jeune Thoreau écrit son premier poème, Les Saisons.

### Années de formation (1828-1837)
À partir de 1828, à l'école de Concord, il apprend le latin, le grec et diverses langues comme le français, l'italien, l'allemand avec Orestes Brownson mais aussi l'espagnol. En 1833, grâce à une bourse, il entre à l'université Harvard pour y étudier la rhétorique, le Nouveau Testament, la philosophie et les sciences. Par l'intermédiaire de Lucy Brown, la première femme qu'il a aimée, il y rencontre Ralph Waldo Emerson (1803-1882) qui devient son ami, puis son mentor, Emerson étant en effet le chef de file du mouvement transcendantaliste naissant.

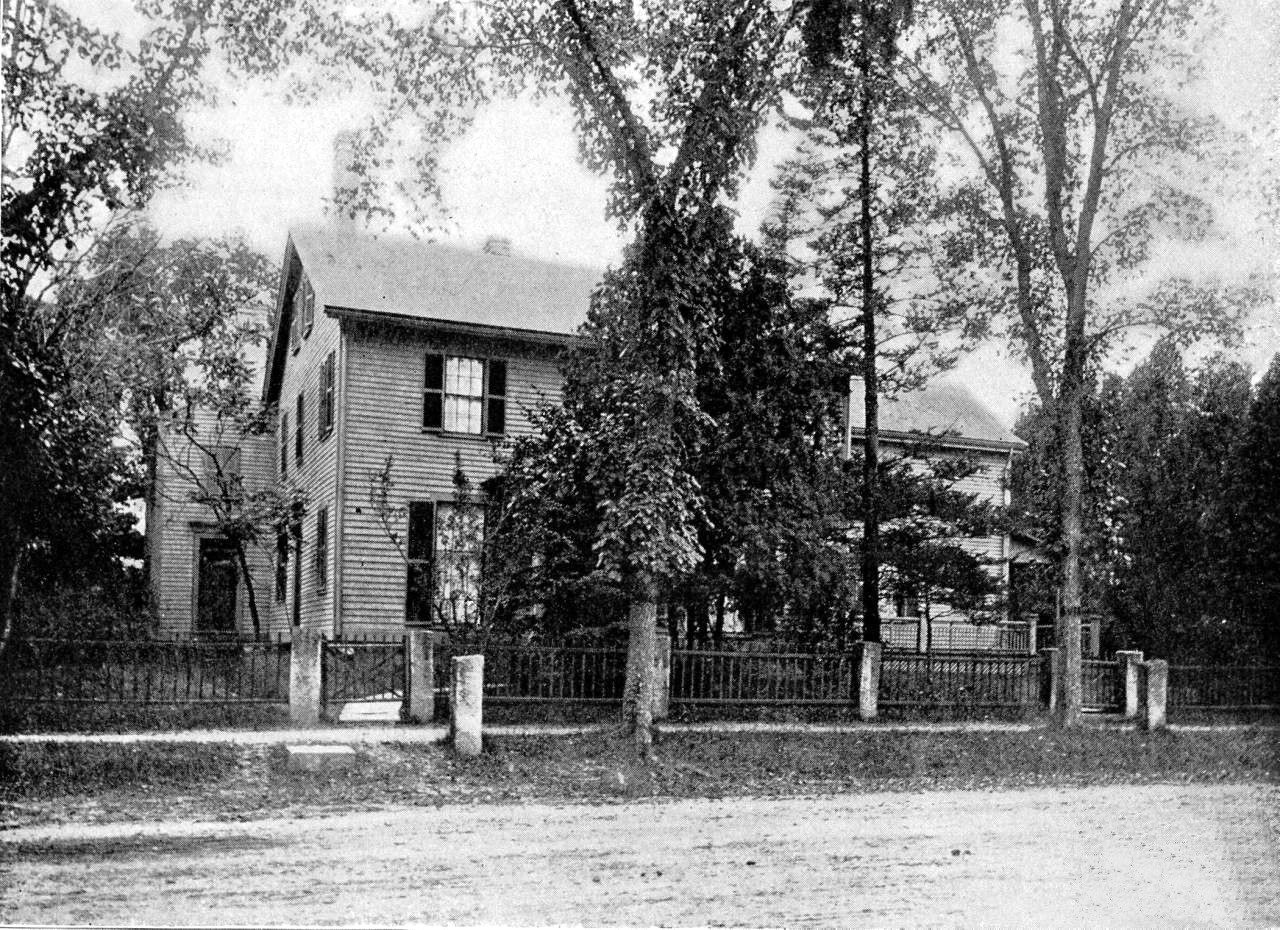
La demeure familiale de Thoreau, en 1860.

Dès 1835, en dehors des trimestres d’études à Harvard, il enseigne quelques mois dans une école primaire de Canton, dans le Massachusetts. Thoreau découvre véritablement le transcendantalisme en 1835 avant d'obtenir son diplôme en août 1837, célébration qui sera l'occasion de prononcer un discours contre la société intitulé L’esprit commercial des temps modernes et son influence sur le caractère politique, moral et littéraire d’une nation et qui contient toute sa pensée future. Une légende veut qu'il ait refusé de payer les cinq dollars nécessaires pour le diplôme ; en réalité, le master qu'il refuse d'acheter n'avait aucun mérite académique : l'université l'offrait aux étudiants « qui ont prouvé leur santé physique en étant vivants trois années après avoir obtenu la licence, et par leurs économies, leurs dépenses, ou en héritant la qualité ou condition en ayant cinq dollars à donner à l'université  [sic] ».
Thoreau devient un disciple de Ralph Waldo Emerson. Ce dernier, alors âgé de 34 ans, a déjà publié deux ouvrages importants dans l'histoire de la littérature américaine : Nature et L’Intellectuel américain alors que Thoreau, âgé de 20 ans, n'a encore publié aucun texte. Néanmoins, les deux hommes deviennent rapidement très proches, nourrissant dès lors une amitié typique de la philosophie transcendantaliste. Emerson lui fait connaître un cercle d'auteurs et d’autres intellectuels qui fondent le Transcendental Club en 1836 dont : William Ellery Channing qui devient son meilleur ami (et qui l'initie à l'unitarisme, confession qui s'est alors récemment imposée et que Channing enseigne à Harvard), Margaret Fuller, Amos Bronson Alcott ou Jones Very. Tous s'installent à Concord, faisant de ce petit village le centre du rayonnement intellectuel du courant transcendantaliste. Thoreau est alors le seul natif de Concord parmi ces écrivains. Pour Michel Granger, il participe, durant ses années de formation et de production, approximativement entre 1835 et 1860, à ce que F. O. Matthiessen a appelé la « Renaissance américaine » et qui est en fait la naissance d'une littérature authentiquement nationale.

### Retour à Concord (1837-1844)

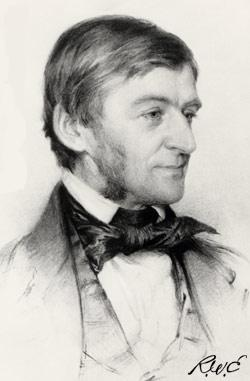
Portrait de Ralph Waldo Emerson jeune.

Après avoir obtenu son diplôme, Thoreau devient instituteur à l'école publique de Concord mais il démissionne après quelques mois de service car il refuse d'appliquer les châtiments corporels alors en vigueur. Après sa démission, il ne retrouve pas d'emploi, en raison de la crise économique de 1837.
À partir d'octobre 1837, Thoreau commence à écrire, sur une suggestion d'Emerson, un journal dans lequel il note ses observations sur la nature et élabore des critiques des livres qu'il lit. La première chose qu'il y écrit, en date du 22 octobre 1837, est une réflexion d'introspection à propos de l'intérêt de tenir ce journal : « Qu'est-ce que tu fais maintenant ? ». Puis il poursuit : « Écris-tu un journal intime ? Ainsi ai-je mon premier passage dans ce journal ». Thoreau tient ce journal à jour jusqu'en 1861. Celui-ci devient la source de nombre de ses publications et notamment de Walden. Parallèlement, et de son propre fait, il change l'ordre de ses prénoms et se dénomme maintenant Henri-David Thoreau. Pour Michel Granger, il souhaite signifier par ce geste sa volonté de réarranger sa vie et lui donner un sens propre.
En 1838, ne trouvant pas d'emploi comme professeur, il ouvre une école privée chez lui. Son frère John le rejoint peu après. Ils intègrent plusieurs concepts progressistes dans leur programme scolaire, dont les nouveaux principes d’éducation prônés par Elizabeth Peabody (sorties d’éveil, herborisation, refus des sévices et association des enfants à la discipline, promenade dans les bois). Les Thoreau y enseignent jusqu'en mars 1841. La même année il donne une conférence intitulée La Société au Lyceum de Concord, discours faisant écho à celle d'Emerson, Discours de l'École de théologie donnée à Harvard et qui constitue une « véritable charte philosophique du mouvement transcendantaliste ». Seul, Thoreau effectue également cette année-là sa première excursion dans le Maine, en pleine nature sauvage. Il effectue une autre excursion en 1839, sur les rivières Concord et Merrimack, avec son frère John, en barque (voile - aviron), voyage qui forme la trame de Une semaine sur les rivières de Concord et Merrimack qui est édité en 1849 mais qui ne connaît qu'un très faible succès littéraire.
En 1840 Thoreau publie un premier essai sur le poète épique latin : Aulus Persius Flaccus et un poème : Sympathy, tous deux publiés dans The Dial (« Le Cadran »), le journal transcendantaliste dirigé par Margaret Fuller. Pendant quatre ans, jusqu'à ce qu'elle disparaisse, Thoreau fournit plusieurs textes à cette revue. Pour Michel Granger, c'est à ce moment que Thoreau réalise ce qu'il veut réellement faire dans la vie. Il s'émancipe quelque peu du transcendantalisme, devient moins malléable et, même, dépasse son initiateur et mentor Emerson,. Mais Thoreau se voit avant tout comme un poète, ayant choisi de pratiquer le genre dès 1839 et ce jusqu'en 1842. Par ailleurs, Henri David et John tombent amoureux de la même jeune fille, Ellen Sewall. John lui propose de l'épouser puis Henry quelques mois plus tard mais celle-ci refuse les deux propositions, obéissant à son père et les éconduit l’un et l’autre.
En 1841, l'école des frères Thoreau, bien qu'ayant un certain succès, ferme ses portes. « Ce fut [alors] le dernier emploi stable occupé par Thoreau » selon Gilles Farcet. Thoreau séjourne alors deux ans chez Emerson, à Concord, comme tuteur de son fils, Waldo, et travaille comme assistant éditorial et comme manœuvre-jardinier. Encouragé par Emerson et Fuller, il continue d'écrire dans la revue transcendantaliste The Dial mais aussi pour d'autres magazines. Cependant, « s'il contribue à la revue transcendantaliste The Dial […] jamais il n'envisage de se joindre aux communautés qui naissent alors aux alentours » relativise Gilles Farcet. Il donne cependant des conférences au Lyceum de Concord, participant au développement du courant transcendantaliste. Il fait cette année-là la connaissance du poète américain Nathaniel Hawthorne qui vient de s'installer à Concord.

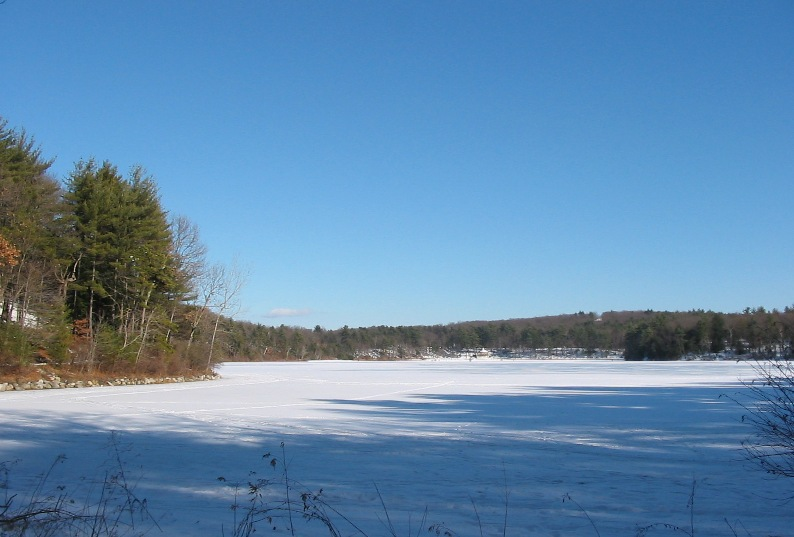
L'étang de Walden, en hiver.

Son frère John meurt du tétanos le 12 janvier 1842. Thoreau en est profondément affecté. Il publie la même année L'Histoire naturelle du Massachusetts, ouvrage en partie critique de livre et en partie essai d'histoire naturelle. Emerson et Thoreau sont alors très proches car au moment où ce dernier perd son frère, le fils d'Emerson, âgé de six ans, meurt de la scarlatine.
En 1843 Thoreau quitte Concord pour Staten Island, dans l'État de New York où il devient le tuteur des enfants de William Emerson, le frère de Ralph. Il y apprécie la flore locale très différente de celle de son village et découvre l'océan et la ville de New York. Habiter chez William Emerson lui permet d'accéder à la New York Society Library où il découvre des œuvres de littérature orientale peu communes à l'époque aux États-Unis. Il rencontre aussi Horace Greeley, fondateur du New York Tribune, qui l'aide à publier certains de ses travaux et qui devient son agent littéraire. À la demande d'Emerson, Thoreau rédige un long article au sujet du livre de John Adolphus Etzler, Le Paradis à (re)conquérir (Paradise to be (re)gained), dans The United States Magazine, and Democratic Review, étude qui porte en germe toute la réflexion qui nourrit par la suite ses livres engagés.
Après une année à New York, Thoreau se trouve peu d'affinité intellectuelle avec William Emerson, et Concord lui manque. Il y rentre donc pour travailler dans l'usine familiale de crayons. Il applique alors un processus produisant de meilleures mines de crayons, en utilisant de l'argile comme liant pour le graphite, technique exploitée dans le New Hampshire depuis la découverte de minerai supérieur, en 1821, par l'oncle de Thoreau, Charles Dunbar et qui a su exploiter le gisement aux alentours de Bristol. Plus tard, Thoreau transforme l'atelier en usine de production de graphite pour encre de machines de typographie. Il semble que l'air chargé en poussière de graphite ait endommagé ses poumons plus gravement que la tuberculose de laquelle il décèdera par la suite.
En 1844, en avril, avec son ami Edward Hoar, il déclenche accidentellement un incendie qui ravage environ 120 hectares des bois de Walden, autour de l'étang. Il s'attire alors la méfiance des habitants, puis, souhaitant disparaître quelque temps, aide son père à construire une nouvelle maison familiale. Il parle souvent d'acheter ou de louer une ferme, afin de vivre de peu de moyens et dans la solitude, cadre idéal à la conception de son premier livre. Pour Thoreau, il devient en effet fondamental de « gagner sa vie sans aliéner sa liberté ni exercer une activité incompatible avec son idéal », question cruciale formant la trame de Walden.

### Ermitage à Walden et excursions (1844-1849)
Fin 1844, Emerson achète un terrain autour de l'étang de Walden et le met à la disposition de Thoreau qui souhaite se retirer au calme pour écrire,. En mars 1845, il commence la fabrication d'une cabane de pin, sur les rives de l'étang, à 2,4 km de sa maison natale. C'est le début d'une expérience qui dure deux ans, menée en autarcie (Thoreau a planté 1 hectare de pommes de terre, de fèves, de blé et de maïs), et qu'il raconte dans son livre Walden ou la Vie dans les bois (Walden or Life in the Woods).
D'après Michel Granger, Thoreau fait une retraite à Walden Pond car il a cherché à disparaître momentanément de la vie de Concord, sa ville natale. Il débute aussi la rédaction de Une semaine sur les rivières Concord et Merrimack (A Week on the Concord and Merrimack Rivers), son premier succès littéraire. Thoreau veut vivre simplement et seul dans les bois, y mener « une vie de simplicité, d'indépendance, de magnanimité, et de confiance ». Il dort dans sa cabane dès la nuit du 4 juillet 1845, jour anniversaire de la Déclaration d’Indépendance aux États-Unis. Pour Michel Granger, il s'agit de « l'acte fondateur de sa célébrité [qui] tient à la décision de s'installer un peu à l'écart de Concord en 1845 : il s'est déplacé hors du village, s'est « excentré » symboliquement ». Il ne s'agit alors pas d'une fugue ou d'une vie d'ermite, puisque l'écrivain revenait souvent voir ses amis, mais d'un choix délibéré qui rappelle par bien des côtés l'expérience faite par Jean-Jacques Rousseau dans la forêt d'Ermenonville. Thoreau donne à ses contemporains l'exemple d'un rapport actif avec la nature, en dehors de toute contemplation romantique et s'élève contre la société à laquelle il oppose le concept de « simplicité volontaire. »

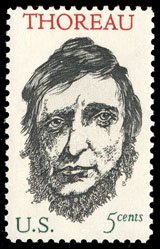
Timbre américain à l'effigie de Thoreau.

Le 25 juillet 1846, Sam Staples, agent de recouvrement des impôts locaux lui ordonne de payer six ans d'arriérés. Thoreau, qui refuse de payer ses impôts à un État qui admet l'esclavage et fait la guerre au Mexique, est arrêté alors qu'il se rend chez son cordonnier puis emprisonné durant une nuit, mais relâché le jour suivant, une de ses tantes ayant payé, contre son gré, les arriérés à sa place,. Cet événement marque la pensée de Thoreau et nourrit ses réflexions qui constitueront son essai politique, La Désobéissance civile.
En septembre il effectue une excursion dans le Maine puis, à son retour à Walden, il accueille dans sa cabane le 1er août, pour la commémoration de l’émancipation des esclaves aux Antilles, l’assemblée générale des anti-esclavagistes de sa commune. En août 1846, Thoreau quitte Walden pour aller au mont Katahdin dans le Maine, excursion racontée dans le premier chapitre de The Maine Woods, « Ktaadn » et qui représente un modèle d'écriture poétique dans la littérature américaine de l'époque.
Thoreau quitte définitivement sa retraite de Walden Pond le 6 septembre 1847 et retourne habiter chez Emerson chez qui il reste jusqu'en juillet 1848. Pendant le voyage du philosophe en Angleterre, il s’occupe en effet de sa maison durant dix mois et commence à prendre des notes sur les Indiens d’Amérique. Il produit ainsi près de 3 000 pages de citations et de notes, entre 1847 et 1861. Il décide ensuite de retourner dans la maison de ses parents pour travailler et payer ses dettes, tout en révisant continuellement son manuscrit. Il donne la première de ses conférences sur son séjour à Walden, intitulée « Histoire de moi-même », à Concord et qui procure à Thoreau les quelques éléments qui forment le début actuel de Walden. En janvier et février 1848 il fait une conférence célèbre, intitulée « Les droits et les devoirs de l'individu en relation avec le gouvernement » au Concord Lyceum. Amos Bronson Alcott y assiste et, dans son journal intime, donne de précieux renseignements sur ces conférences, même si Thoreau réécrit et modifie par la suite le texte de sa conférence pour son livre La Désobéissance civile, publié en mai 1849 par Elizabeth Peabody dans ses Aesthetic Papers.
L'année suivante il retourne vivre chez ses parents et travaille avec son père. Ponctuellement il effectue des travaux d'arpentage et de peinture en bâtiment. Il marche aussi pendant de longues heures. Chaque année il donne des conférences à Concord et à Boston et même dans le Maine. Il publie également des essais dans des magazines de Nouvelle-Angleterre. Devenant quasiment un « gourou », il reçoit des admirateurs, souvent jeunes, fascinés par l'aventure de Walden. Il complète le premier brouillon de Une semaine sur les rivières Concord et Merrimack, une élégie dédiée à son frère John, décrivant leur voyage aux montagnes Blanches en 1839. Faute d'éditeur voulant publier cette œuvre, Emerson l'encourage à l'éditer à son propre compte, ce que Thoreau fait avec l'éditeur d'Emerson, Munroe. Ce dernier fait peu de publicité pour le livre, qui se vend donc mal et endette Thoreau qui finit par se brouiller avec son ancien ami Emerson.
Néanmoins, en 1849, Thoreau annonce la publication prochaine de Walden dont il a déjà rédigé trois versions. Il rencontre H.G.O. Blake, un instituteur avec qui il entretient une abondante et riche correspondance et qui le soutient dans son projet d'écrire sur son séjour dans les bois. Il effectue enfin une excursion au cap Cod, en compagnie de William Ellery Channing. À cette époque, Thoreau est de nouveau endeuillé : sa sœur Helen meurt des suites d'une tuberculose.

### Dernières années (1850-1862)

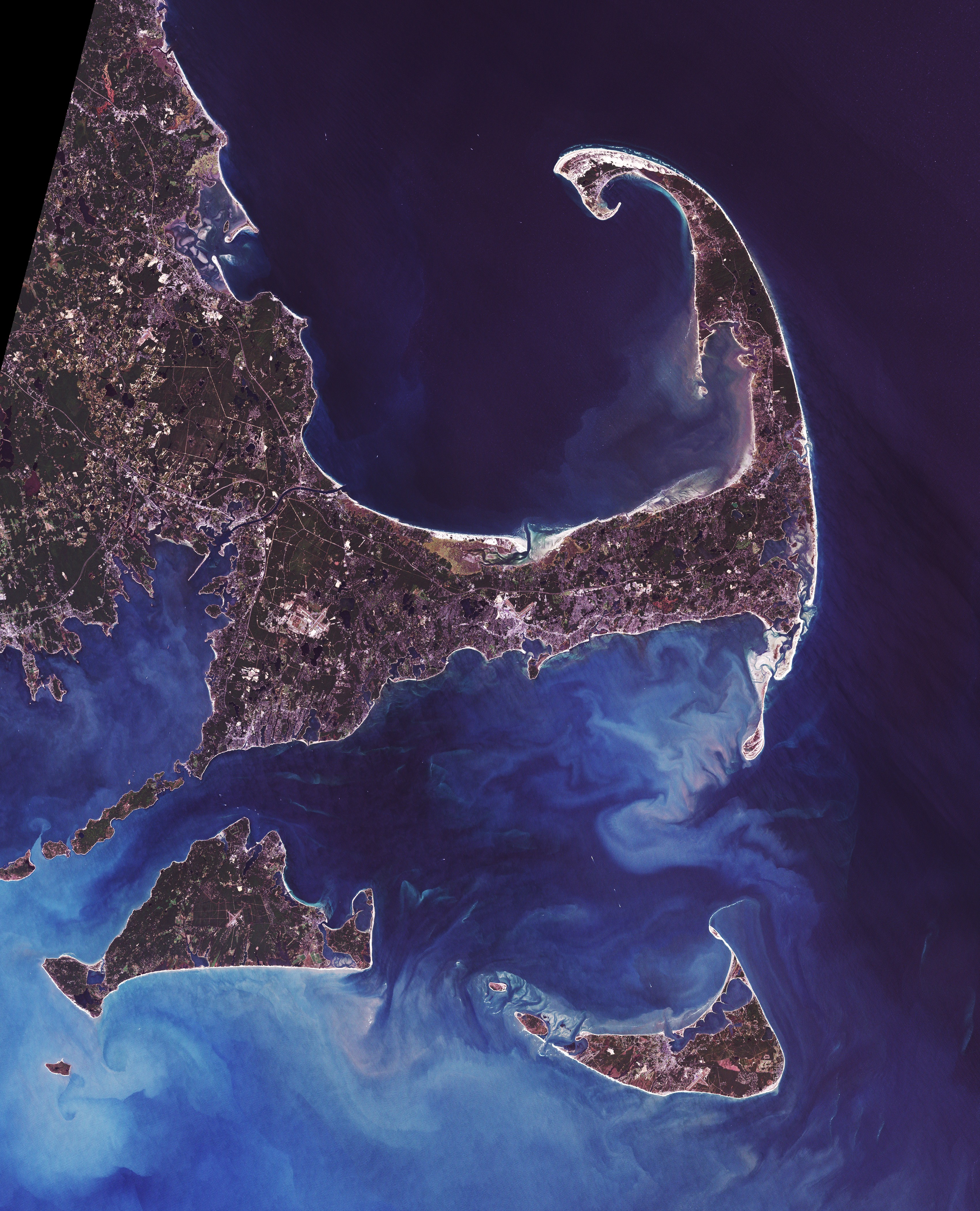
La péninsule de Cape Cod (vue satellitaire), que Thoreau a contribué à décrire et à inventorier.

En 1850 la famille Thoreau emménage dans une maison de la rue principale de Concord. En juillet, l'auteur de Walden se rend à Fire Island pour rapatrier la dépouille de son amie transcendantaliste Margaret Fuller, morte au cours d'un naufrage. Il part ensuite au Canada-Est et visite Montréal, la ville de Québec et la côte de Beaupré avec William Ellery Channing toujours, en train. Il proteste, en 1851, contre les lois esclavagistes et aide même des esclaves à fuir vers le Canada. La même année, il admire le naturaliste William Bartram et surtout Charles Darwin dont il découvre et soutient les travaux ; il lit en particulier son livre, Le Voyage du Beagle. Fasciné par l'histoire naturelle et les livres de voyages ou d'expéditions, il se documente beaucoup sur la botanique. Son journal intime abonde en observations naturalistes, et en particulier sur la flore ; le temps des fruits pour mûrir, la formation des glaces à l'étang de Walden, les dates des migrations aviaires, etc. Il cherche même à mesurer et à anticiper les saisons.
En 1852, il met la dernière main au manuscrit de Walden, écrit en partie grâce à son Journal. Il devient ensuite géomètre-expert et continue à remplir ses cahiers d'observations détaillées quant au paysage de Concord et ce sur une zone de 67 km2. Il tient aussi des carnets qui seront la base de ses écrits sur l'histoire naturelle, dont Autumnal Tints, The Succession of Trees, et Wild Apples, un essai sur la destruction d'espèces de pommes locales. Pour Donald Worster, après 1850, « paradoxalement il [est] encore plus proche de la nature qu'à Walden » du fait de ses observations minutieuses. En 1853, il publie la première partie du roman de voyage Un Yankee au Canada, définitivement édité en 1866. Par ailleurs l'entreprise paternelle connaît des difficultés : la fabrication de crayons est stoppée et son père ne produit plus que de la plombagine. Thoreau est lassé de cette activité qui le détourne de ses véritables occupations spirituelles. Il décline par ailleurs l'invitation de l'American Association for the Advancement of Science, ne se considérant pas comme scientifique et se méfiant de l'élitisme.
Deux mois après l'arrestation d'Anthony Burns à Boston en vertu de la loi sur les esclaves fugitifs, qui avait tant choqué Thoreau, il donne à l'occasion d'une rencontre d'abolitionnistes à Framingham le 4 juillet 1854, une conférence intitulée L'Esclavage dans le Massachusetts,. En février et mars il rédige la septième version de Walden et prépare le manuscrit pour l'éditeur. Il rend visite à Daniel Ricketson, un admirateur de New Bedford, qui rejoint par la suite le mouvement transcendantaliste. Il remet enfin la septième version de Walden à l'éditeur Ticknor and Fields, qui raconte les deux ans, deux mois et deux jours passés dans la forêt aux alentours de l'étang de Walden, non loin de ses amis et de sa famille, à Concord. Le livre qui condense ces deux années en une seule, utilisant le passage des quatre saisons comme symbole du développement de soi. Publié en août 1854, Walden est d'abord tiré à 2 000 exemplaires, vendu chacun pour 1 $, mais le stock ne sera écoulé qu'en 1859. La première année, toutefois, 1 750 exemplaires sont vendus, ce qui constitue le premier succès littéraire de Thoreau.
En 1855, il reçoit d'un jeune Anglais Thomas Cholmondeley, venu rencontrer Emerson, 44 livres orientaux. Thoreau se passionne en effet, depuis 1841 et grâce à Emerson, pour l'orientalisme et pour le bouddhisme, mais aussi pour la culture des Indiens d'Amérique. Il a ainsi pris connaissance des grands textes de la spiritualité indienne dont le Bhagavad-Gîtâ et le Manavadharmashastra. Il effectue des traductions de ces textes et en publie des passages dans The Dial. Thoreau a alors la plus belle bibliothèque orientale d'Amérique.

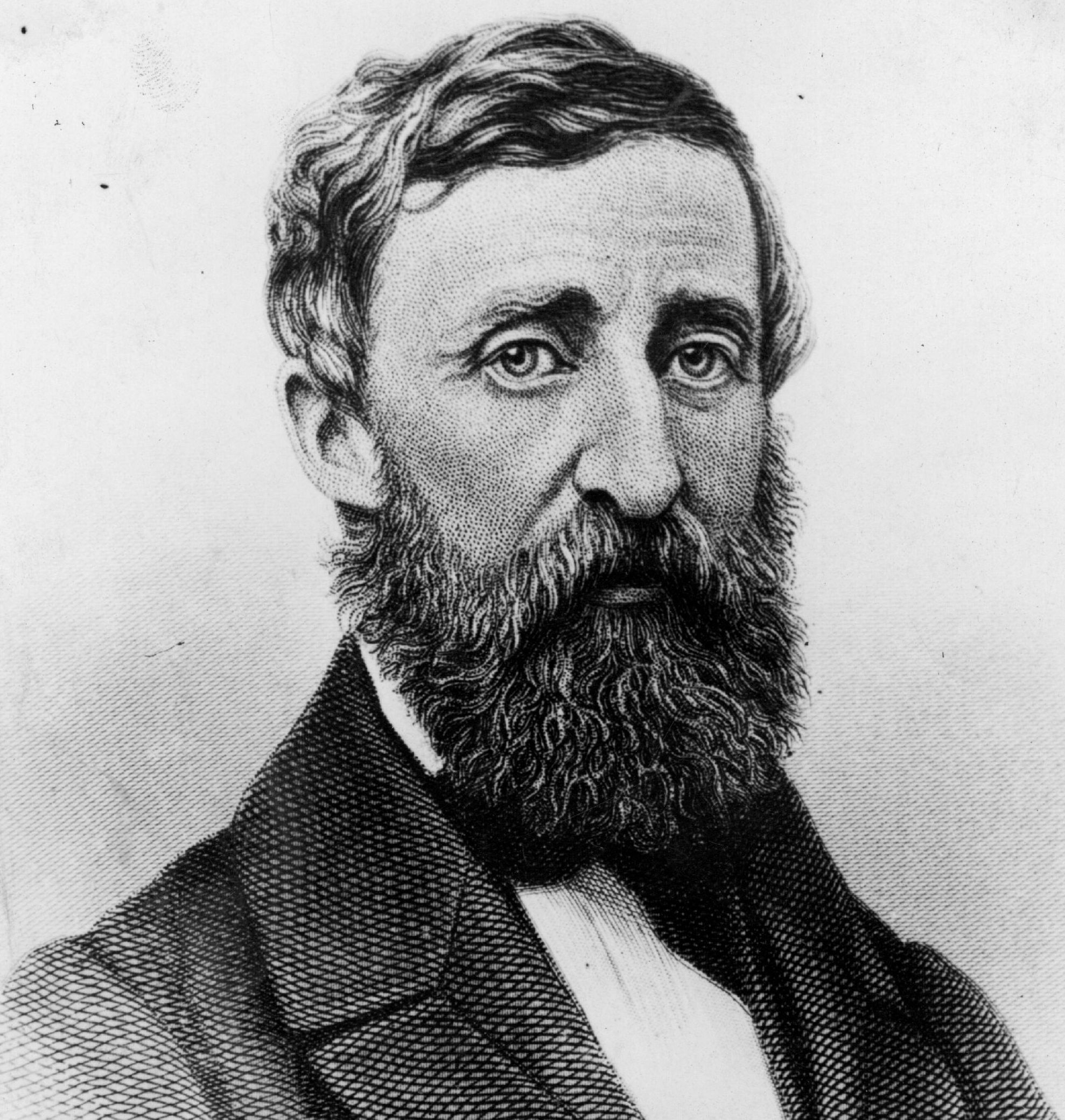
Ambrotype d'E. S. Dunshee réalisé en août 1861 d'Henry David Thoreau à la fin de sa vie, à 44 ans.

Thoreau publie ensuite ses premiers essais sur la péninsule de Cape Cod, où il se rend pour une troisième excursion. En novembre 1856, il rend visite au poète Walt Whitman, à Brooklyn, lors d'une excursion en compagnie d'Alcott à New York. Dans une lettre à Harrison Blake, du 19 novembre, Thoreau le décrit comme « le plus grand démocrate que le monde ait connu ». En 1857, il effectue sa quatrième excursion au cap Cod, puis il se rend pour la dernière fois dans le Maine, en compagnie d'un guide indien, Joe Polis. Il rencontre à Concord l'abolitionniste John Brown, dont il prend la défense par la suite. Son amitié avec Emerson prend fin en février. En 1858, le journal Atlantic Monthly publie son texte Chesuncook, en hommage à la beauté du lac du même nom dans le Maine, texte qui forme la seconde partie des Forêts du Maine, publié en 1864. Quand son père meurt, en 1859, Thoreau reprend la direction de la fabrique de graphite.
Après que John Brown a été capturé, lors d'une tentative d'insurrection ratée à Harpers Ferry, Thoreau offre de donner une conférence en remplacement de Frederick Douglass, qui ne se sentait plus en sécurité pour s'exprimer publiquement à Concord. Un large auditoire l'a écouté pendant une heure et demie donner des informations sur la vie de Brown, faire son éloge, et fustiger « l'apathie et la retenue » de la presse abolitionniste ; « le thème semblait avoir éveillé l'ermite de Concord de son état habituel d'indifférence philosophique ». Ce discours est un Plaidoyer pour John Brown. Le jour de l'exécution de Brown, le 2 décembre 1859, Thoreau prononce un éloge funèbre de l'abolitionniste à Concord, puis à Boston et à Worcester ; « Le Martyre de John Brown ».
Une tuberculose contractée en 1835 se ravive en 1859 à la suite d'une bronchite qui survient après une excursion de nuit où il était allé compter les cernes des chicots d'arbres tombés lors d'une tempête. Son état de santé empire durant trois ans, malgré de brefs rétablissements, jusqu'à ce qu'il ne puisse se mouvoir et qu'il soit obligé de s'aliter. Sentant sa fin venir, Thoreau passe les dernières années de sa vie à réviser et éditer ses œuvres non encore publiées, dont Excursions et The Maine Woods, ainsi qu'à demander à des maisons d'édition de rééditer A Week on the Concord and Merrimack Rivers et Walden. Thoreau publie en juillet 1860 Les Derniers jours de John Brown. Il effectue aussi sa dernière excursion, au mont Monadnock, dans le New Hampshire, en compagnie de son ami William Ellery Channing. Il donne des conférences concernant la succession des essences d'arbres, qui forment l'ouvrage La Succession des arbres en forêt. « Apportant la preuve que l'on peut améliorer la couverture boisée autour du village, il contribue à la fois à accroître la rentabilité des forêts et à préserver l'espace naturel pour les générations à venir » explique Michel Granger.

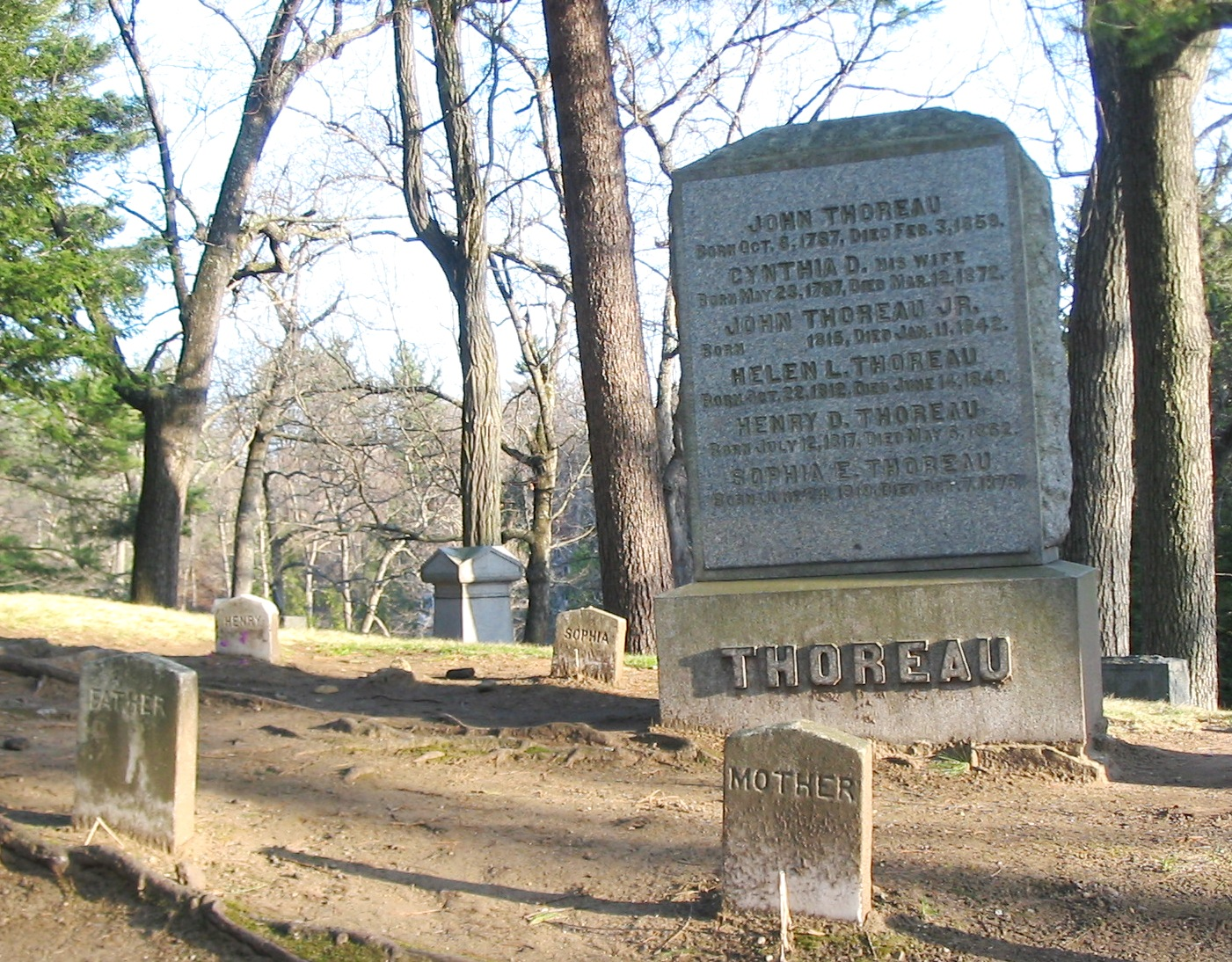
La tombe d'Henry David Thoreau, au cimetière de Sleepy Hollow. De gauche à droite : John Thoreau, père de Henry David, Henry, Sophia, Cynthia sa mère.

En décembre, son état de santé empire. De mai à juillet 1861, il voyage dans le Minnesota avec Horace Mann Jr., un botaniste. Il visite ainsi la région des Grands Lacs (chutes du Niagara, Détroit, Chicago, Milwaukee, Saint Paul et l'île Mackinac). L'essai De la marche (Walking) est publié en 1862 dans la revue The Atlantic Monthly. Revenu à Concord très affaibli, Thoreau décide de préparer, avec l'aide de sa sœur Sophia, ses manuscrits en vue de leur publication. Il écrit des lettres et poursuit son journal intime jusqu'au moment où il se trouve trop frêle pour tenir la plume. Ses amis sont étonnés de son aspect fort diminué et fascinés par son acceptation tranquille de la mort. Quand sa tante Louisa lui demande dans les dernières semaines de sa vie s'il avait fait sa paix avec Dieu, Thoreau lui répond tout simplement : « Je ne savais pas que nous nous étions disputés. »
Henry David Thoreau meurt le 6 mai 1862 à Concord, à 44 ans. Il est resté célibataire toute sa vie durant. Il est mis en terre le 9 mai. D'abord enterré dans le caveau familial du côté maternel (les Dunbar), lui et ses parents immédiats sont transférés au cimetière de Sleepy Hollow, à Concord. C'est Ralph Waldo Emerson qui prononce son éloge funèbre dans lequel le philosophe résume la vie de l'auteur de Walden par cette phrase : « En entendant formuler une proposition, on eût dit qu'un instinct le poussait d'emblée à la contester ». La majorité de ses œuvres sont publiées de manière posthume : Les Forêts du Maine en 1864, Cape Cod en 1865, en 1894 ce sont onze volumes d’écrits qui sont publiés chez Riverside, puis en 1906 les Éditions Walden en vingt volumes récapitulent ses travaux.

### Influences marquantes de Thoreau comme auteur

#### Harvard et les auteurs classiques
Thoreau a été influencé par ses lectures orientales sur le bouddhisme et l'hindouisme telles que la Bhagavad-Gîtâ. Dans Walden, il fait à de très nombreuses reprises référence aux mythologies grecque, romaine ou nordique. Comme l'a montré Stanley Cavell, Thoreau cite aussi beaucoup les évangiles. Ses théories sont également proches du cynisme (on a ainsi souvent comparé Thoreau au philosophe Diogène) et du stoïcisme. La pensée de Thoreau est modelée par deux héritages principaux selon Michel Granger. L'humanisme européen d'une part car, « un peu comme les grands hommes de la Renaissance, Thoreau est à la fois philosophe, écrivain et naturaliste, chacune de ces facettes enrichissant les autres » et le puritanisme américain d'autre part. La théologie calviniste l'a également imprégné, à Harvard, université fondée en effet par les puritains, et par le biais familial également. Pour Michel Granger, Thoreau fait preuve d'ambivalence envers l'héritage puritain, à la fois fasciné et rebuté.

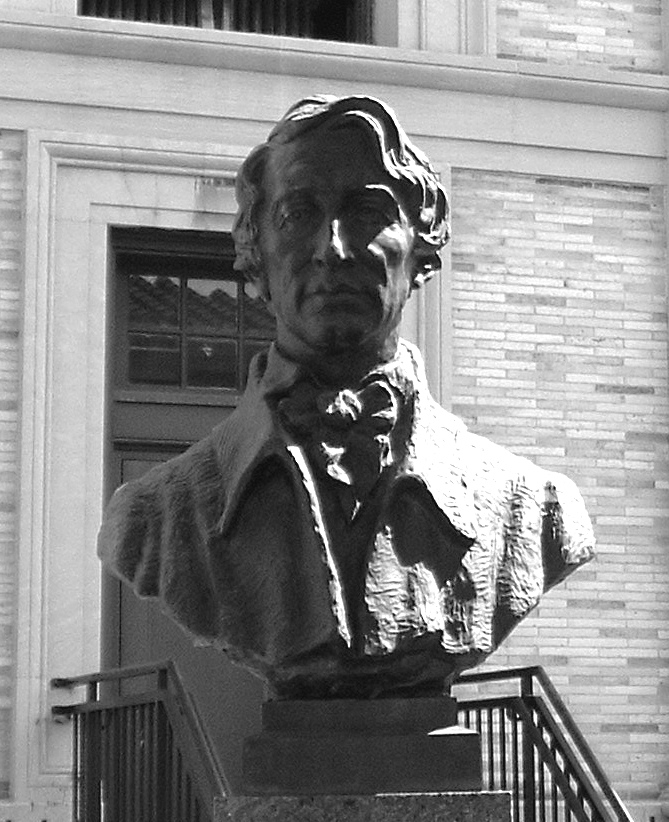
Le buste d'Henry David Thoreau au Bronx Community College.

#### Emerson et le courant transcendantaliste
D'origine purement américaine, le transcendantalisme est un mouvement philosophique et littéraire créé par Ralph Waldo Emerson. Initié au transcendantalisme par l'auteur de Nature, dont la stature l'a longtemps éclipsé, Thoreau, du fait de son esprit d'indépendance, n'adhère cependant que partiellement au mouvement. Il tire de ce courant d'inspiration romantique européenne l'idée qu'il existe des correspondances entre l'homme et la nature. Le poète Kenneth White explique ainsi que « c'est en quelque sorte une conscience première, débarrassée de toutes les couches secondaires (morales, sociales, religieuses, etc.), que le transcendantalisme veut atteindre, car tout, virtuellement, commence là, et tout peut recommencer là » alors que le philosophe Stanley Cavell en fait le début de la modernité en philosophie américaine. En exaltant l'individualisme dans la communion avec la nature, Thoreau invite à explorer les « provinces de l'imagination », thème transcendantaliste par excellence. Enfin, l'idée que l'écrivain peut être le moteur de la société et la source de son renouveau, par l'entremise de la figure du héros indépendant, a influencé la pensée de Thoreau. Néanmoins, conclut Michel Granger, Thoreau a su transformer cet héritage transcendantaliste à l'aune de sa propre réflexion.

## Œuvre
L'ensemble des articles, essais, journaux et poésies de Thoreau comprend vingt volumes. En excluant le journal, qui couvre 24 années et traite de l'ensemble de ses préoccupations, l'œuvre de Thoreau comprend deux grands groupes d'écrits : essais politiques et moraux, et récits de voyage comprenant des éléments autobiographiques et empreint d'une tendance naturaliste. Certaines œuvres de Thoreau ont été particulièrement célèbres, et sont révélatrices de sa pensée et de son style.

### Walden, ou la Vie dans les bois

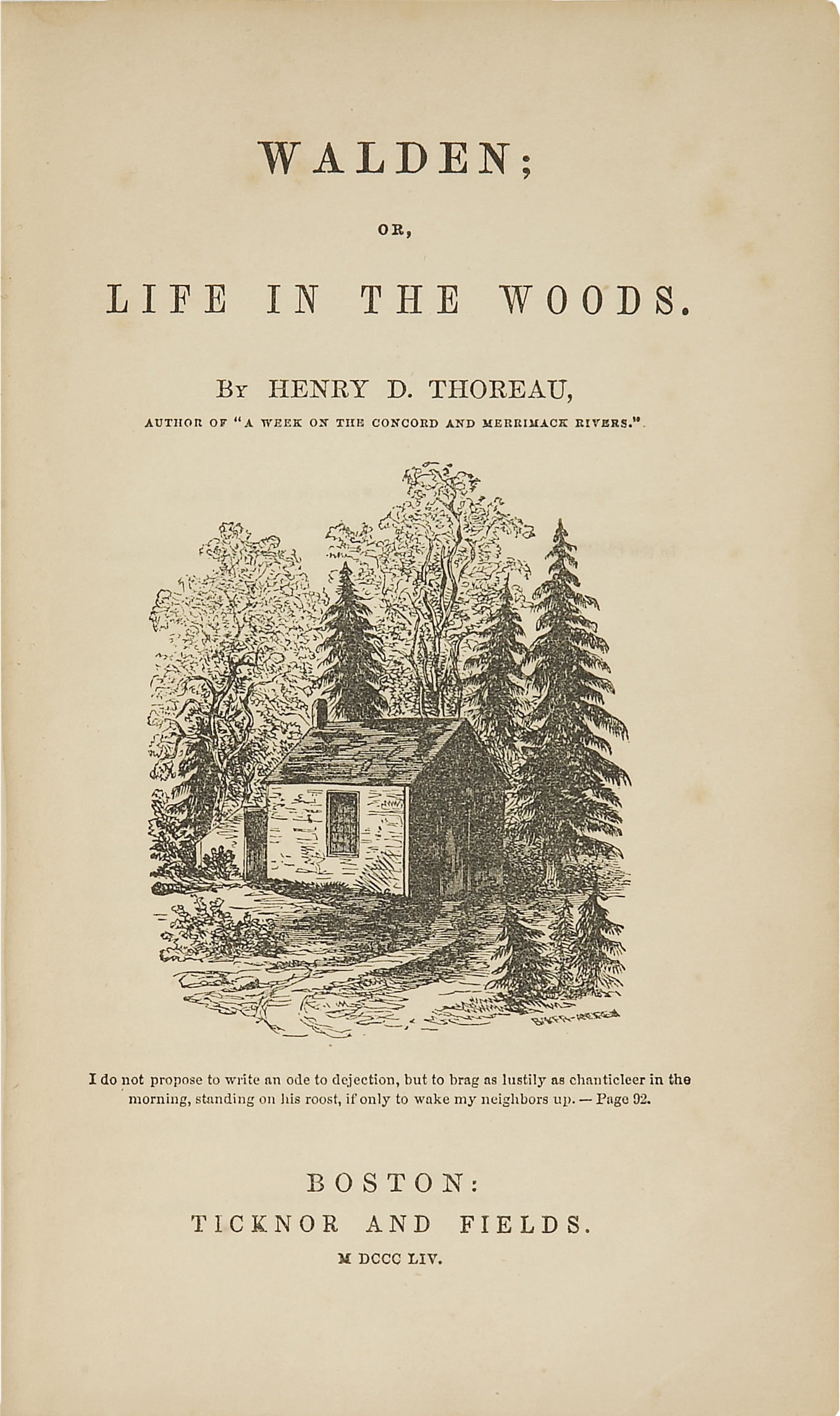
Première page illustrée de l'ouvrage Walden ou la Vie dans les bois.

Souvent abrégé en Walden, le récit Walden ou la Vie dans les bois (Walden or Life in the Woods) est l'œuvre majeure de Thoreau, celle que le public retient continuellement. Traduit par Louis Fabulet, par l'entremise d'André Gide, ce n'est ni un roman ni une véritable autobiographie mais une critique du monde occidental, le récit d'un « voyageur immobile » narrant sa « révolte solitaire ». Pour Kathryn VanSpanckeren, Walden est « un guide de vie selon l’idéal classique. Mêlant poésie et philosophie, ce long essai met le lecteur au défi de se pencher sur sa vie et de la vivre dans l’authenticité. La construction de la cabane, décrite en détail, n’est qu’une métaphore illustrant l’édification attentive de l’âme », modèle du caractère américain.
Fin 1844, le philosophe Ralph Waldo Emerson, ami et mentor de Thoreau, achète un terrain autour de l'étang de Walden (localisé à Concord, dans le Massachusetts aux États-Unis) et le met à sa disposition. Thoreau souhaite en effet se retirer au calme pour écrire mais il ne demeure pas toujours seul. De nombreux amis (dont William Ellery Channing qui séjourne avec lui à l'automne 1845) ainsi que des admirateurs lui rendent souvent visite. D'après Michel Granger, Thoreau fait une retraite à Walden Pond car il a cherché à disparaître momentanément de la vie de Concord, sa ville natale. Il a en effet mis le feu par inadvertance à une partie de la forêt voisine. D'autre part et outre cette volonté de redevenir respectable, « la plus forte motivation de Thoreau était de nature historique : il voulait reconstituer sa « demeure dans l'état où elle était il y a trois siècles » avant l'irruption de l'homme blanc sur le sol américain ». Toutefois, selon Leo Stoller, c'est un profond dégoût pour la société des hommes, et particulièrement pour les habitants de Concord, qui conduit Thoreau à « refuser leur existence occupée à poursuivre la subsistance quotidienne, pervertissant de fait leur liberté dans le désespoir ». Le choix de Thoreau se porte donc sur l'étang de Walden, car il constitue un lieu ni trop à l'écart ni trop proche du monde des hommes. De plus, il en connaît l'existence depuis son enfance et ce lieu demeure pour lui un lieu mystérieux. Il se retire donc dans une clairière sur les rives de l'étang, « lieu intermédiaire à la fois emmuré » (Walled-in selon son expression) et suffisamment vaste pour qu’il dispose d’une marge protectrice, mais ne soit pas pour autant séparé de la nature par une barrière. Dans cet espace (baptisé en sa mémoire Thoreau's Cove), remarque Michel Granger, « l’humain et le non-humain s’y interpénètrent » et le lieu est propice aux personnifications romantiques (ainsi les aiguilles de pin, par exemple, se dilatent pour lui témoigner leur sympathie lorsqu'il s'y installe).

### La Désobéissance civile
C’est seulement en 1849, dans Résistance au gouvernement civil, intitulé ultérieurement, de façon posthume, La Désobéissance civile (Civil Disobedience), que Thoreau met par écrit ses positions politiques et idéologiques. Prenant comme point de départ son incarcération de courte durée pour avoir refusé de payer l'impôt, il y prône la résistance passive en tant que moyen de protestation. Cet engagement passif se situe d’abord sur le plan individuel selon lui : « La seule obligation qui m'incombe est de faire en tout temps ce que j'estime juste » explique-t-il. Il y proclame son refus de soutenir le gouvernement américain, qui tolère l’esclavagisme et mène une guerre de conquête au Mexique, contre tous les droits individuels et contre toute morale. L’essai eut une grande influence sur deux personnalités de la non-violence : le Mahatma Gandhi et Martin Luther King,, et, de façon générale sur tous les courants de résistance, y compris au Danemark, durant la Seconde Guerre mondiale, alors sous la domination nazie.

### LeJournal
Le Journal est un ouvrage élaboré durant vingt ans, du 22 octobre 1837, sur la suggestion de Ralph Waldo Emerson, au 3 novembre 1861 et s'étalant sur quatorze volumes. Thoreau, qui l'intitule in petto le « calendrier des marées de l'âme » y rassemble notes, poèmes, comptes rendus, états d’âme, herborisations, réflexions morales ou politiques, tous matériaux nourrissant ses autres ouvrages ; pour Gilles Farcet il « est sans doute le seul travail auquel il se consacra régulièrement, presque tous les jours de sa vie ». Selon François Specq, « le journal de Thoreau est d'un genre singulier : loin d'un journal intime voué à analyser les tours et détours de la personnalité de l'individu, il s'est donné pour unique objet […] d'explorer la nature des environs de Concord, Massachusetts ».

### Les Forêts du Maineet autres récits de voyage
Dans Les Forêts du Maine, Henry David Thoreau a rassemblé les récits des voyages qu'il a faits dans les forêts du nord-est des États-Unis en 1846, 1853 et 1857. Il y décrit le mont Ktaadn de façon romantique et étudie la manière de vivre des pionniers et des Indiens. L'ensemble de ces ouvrages témoigne d'une connaissance botanique et naturaliste fine et éclairée, même si la vision de la nature y est toujours personnifiée ou idéalisée comme le montre le critique Roderick Nash, dans Wilderness and the American Mind. L’activité de naturaliste qui a occupé une grande partie de la dernière décennie de l’écrivain, même si celui-ci n'a pu en assembler les matériaux avant sa mort, y est très présente. Dans l'appendice des Forêts du Maine Thoreau liste des noms de plantes, d’arbres ou d’oiseaux, et relève des mots en langue algonquine, faisant par là, avant l'heure, œuvre d'ethnologue.
Le recueil Wild Apples and Other Natural History Essays est une édition moderne des divers essais que Thoreau a consacré à la nature pendant une vingtaine d’années précédemment publiés sous le titre Excursions (en 1962) et rassemblant les essais : Natural History of Massachusetts, A Walk to Wachusett, A Winter Walk, Walking (traduit en français sous le titre De la marche), The Succession of Forest Trees, Autumnal Tints, Wild Apples et Night and Moonlight. Thoreau s'y dévoile comme étant un véritable scientifique, étudiant scrupuleusement les phénomènes naturels.
Enfin Cape Cod publié en 1865 compile impressions naturalistes et étude de la faune et de la flore de la péninsule de ce nom où Thoreau se rendit par trois fois. À ces textes il faut ajouter, selon Michel Granger, les quelque 7 000 pages du Journal qui, à partir du début des années 1850 recueillent ses observations de la nature selon une approche de plus en plus empirique.

### Aspects littéraires
Thoreau est un auteur protéiforme. Walden ou la Vie dans les bois est ainsi à la croisée de plusieurs genres littéraires (essai et roman mais aussi autobiographie) ; c'est un « patchwork textuel » proche de la robinsonnade), qui alterne avec la description, la narration, et même avec l'épopée ; la vision du combat de fourmis comparées à des guerriers antiques en est un exemple. Michel Granger parle d'« écologie littéraire » dont Thoreau est véritablement le père. Le mélange d'essais, d'observations et de passages poétiques, désigné en littérature américaine sous le mot de « nature writing », en fait par conséquent le précurseur du genre des romans naturalistes mais aussi des manuels d'art de vivre.

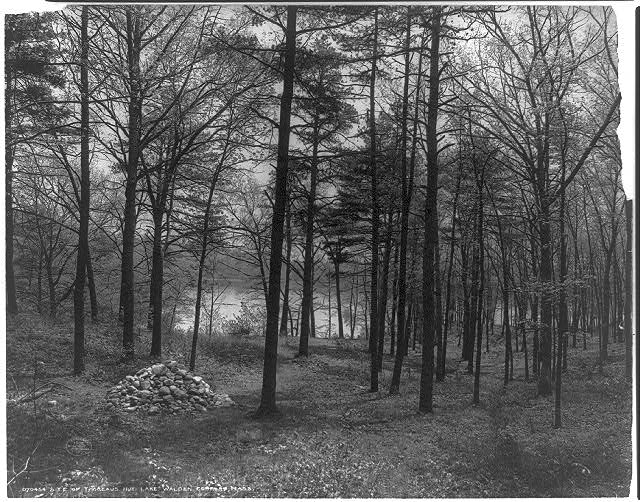
Photographie de Thoreau's Cove, lieu où l'auteur de Walden édifia sa maisonnette.

D'un point de vue stylistique, Thoreau maîtrise les ressorts de la langue américaine. Utilisant le contraste entre l'élément primitif propre à la nature (wilderness : le « sauvage » au sens d'espace vierge), et l'élément technique, propre à la société (tameness : le « domestique »), il a régulièrement recours à l'étymologie et aux métaphores organiques, les plus proches des phénomènes naturels. Les textes de Thoreau sont souvent parsemés de passages poétiques, soit de sa confection, soit empruntés à d'illustres poètes. Cette prose travaillée devient pour Thoreau « un instrument poétique supérieur » qui lui permet de suggérer la diversité des phénomènes naturels, par la musicalité et parfois les onomatopées. La fonction des poèmes est aussi d'obliger le lecteur à faire une pause, afin d'ouvrir un temps nécessaire à la méditation. En dépit de ce rythme poétique, la pensée de Thoreau est très vive, toujours en mouvement, didactique et érudite, faite d'accumulation d'expressions frappantes et de paradoxes surtout, telle la citation très connue : « le gouvernement le meilleur est celui qui gouverne le moins ». Les aphorismes que la conscience collective retient en effet sont souvent paradoxaux et percutants. Son souci est d'établir les « fondements d'une expression vraie ».

## Conceptions philosophiques

### La contemplation solitaire

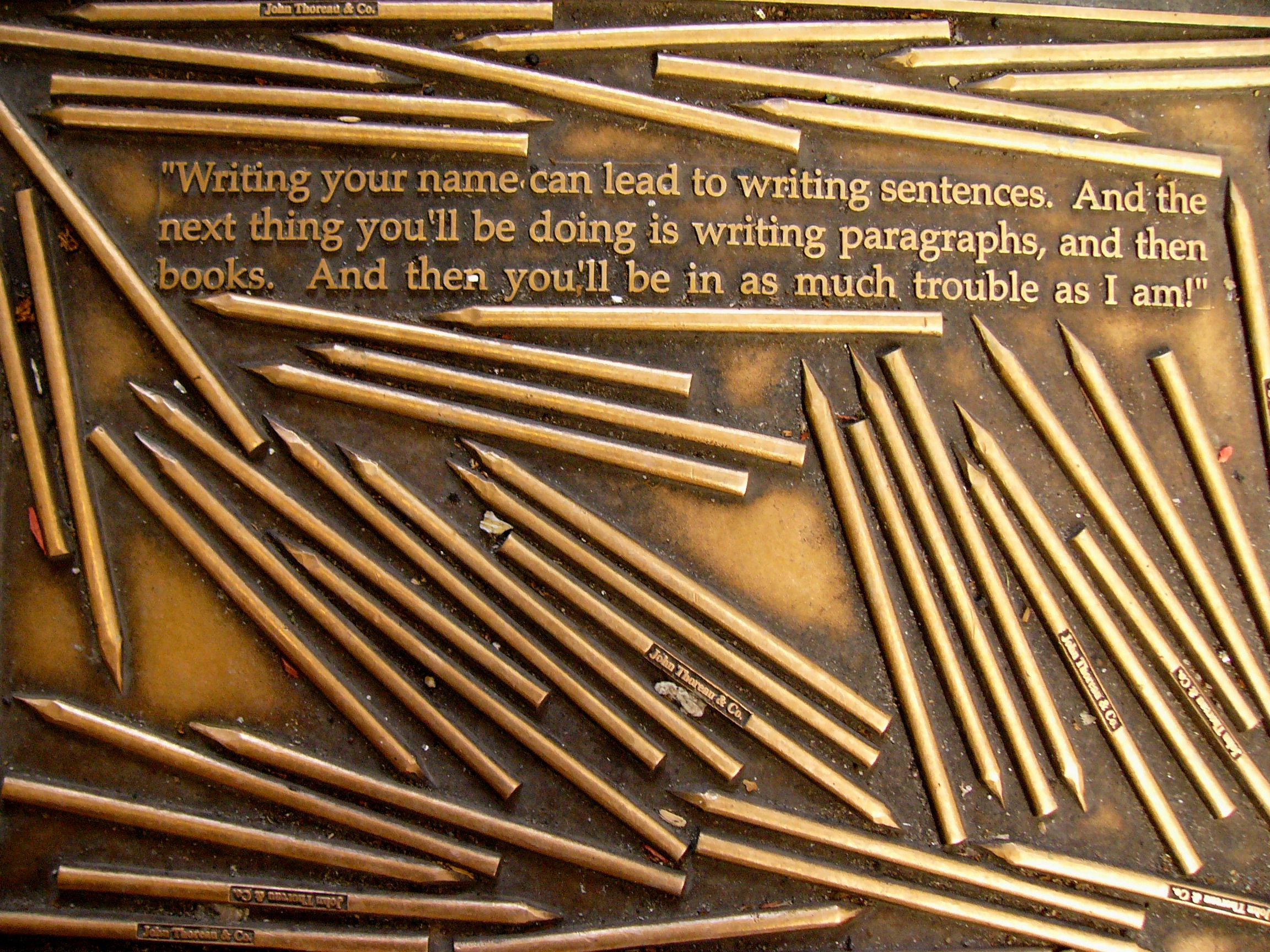
Citation commémorative de Thoreau à la Library Way de New York.

Accusé souvent de misanthropie, Thoreau prône un art de vivre fondé sur l'écoute de soi, ce qu'il nomme le « matin intérieur », proche d'un état d'innocence. Pour Michel Granger, il est possible que Thoreau soit devenu solitaire en raison de sa responsabilité dans la destruction accidentelle par incendie d'une partie de la forêt de Concord, incident qui lui a valu la critique des autres habitants. Il décide en effet de s'installer à Walden juste après cet événement et dès lors il fait de la solitude une « bonne compagnie ». Demeurer seul permet non seulement d'étudier la nature mais aussi et surtout de s'émerveiller ; en effet pour Gilles Farcet, « Thoreau est naïf en ceci qu'il n'a rien perdu de son aptitude à l'émerveillement ». Célibataire toute sa vie durant, cet état d'ermite ne l'empêche pas d'avoir des sentiments philanthropiques puisqu'il défend, avec empathie et sensibilité pour l'humanité souffrante, l'abolitionnisme et aide des esclaves à gagner leur liberté au Canada.

### Un rapport «transcendental» à la Nature
La référence éthique à la nature traverse toutes ses œuvres, à tel point que Michel Granger parle, reliant cette adoration quelque peu naïve parfois aux éléments biographiques de l'écrivain, d'une « sublimation compensatrice » envers sa mère. Thoreau montre constamment « que la distinction humain/non-humain, fondée sur des préjugés, est bien ténue ; dans sa vision, la nature s'humanise, tandis que l'homme valorisé se naturalise ». Il insiste ainsi sur le « caractère thérapeutique de la nature » qui lui fournit aussi une sécurité affective, notamment dans sa relation avec la femme. Cette proximité intime avec la nature, quasi personnifiée, lui permet de lutter contre toute tentation charnelle et l'aide à demeurer lié au réel. De cette position, Thoreau entrevoit une nouvelle éthique qui lui permettrait de « se laver de la souillure pour aller vers la spiritualité en commençant par reconnaître le corps nié, réconcilier le « divin et la brute » » en somme. Cette éthique est une synthèse plutôt qu'une rupture totale et misanthrope ; s'affichant comme « un promeneur oisif au pays de l'éthique protestante du travail, insistant sur la primauté du loisir et de la contemplation », Thoreau ambitionne de créer une raison qui « prétend aussi régenter, avec la même sûreté et un égal bonheur le champ de ce que l'on appelait naguère encore la vie morale. » Cette éthique thoreauvienne est marquée par son puritanisme et s'affiche comme une véritable foi puisque le « narrateur de Walden est profondément convaincu de l'omniprésence de la morale au cœur de toute existence ».

### Philosophie des sciences naturelles et de l'écologie
Thoreau a une intuition marquée des préoccupations qui seront exprimées dans les sciences naturelles cent ans après lui. L'amour de la nature constitue sa source permanente d'inspiration dans ses épanchements littéraires, mais sa fascination pour les phénomènes naturels, en géologie, hydrologie, météorologie, et plus particulièrement en botanique, s'accompagne aussi d'un souci d'exactitude dans ses descriptions, et de tentatives ou d'ébauches d'explications rationnelles. Le regard poétique et l'intérêt "scientifique" pour la nature de Thoreau lui ont acquis des lecteurs, pour ses excursions en canot et ses randonnées dans les bois, parmi les "amoureux de la nature". Mais comme son appréciation de la vie dans la nature est également combinée à une attitude critique par rapport à la société de production et de consommation industrielle, on peut le situer aux origines de la mouvance des mouvements écologistes. Selon Donald Worster « les sentiments envers la nature exprimés par Thoreau dans ces volumes constituent son legs le plus important aux générations futures ».
Les ouvrages de sciences naturelles sont des lectures de choix pour Thoreau: à Harvard il prend connaissance du traité physico-théologique de William Smellie, The Philosophy of Natural History, et par la suite il lit divers ouvrages de botanique, dont le Plants of Boston and Vicinity de Bigelowe. Ses modèles dans le domaine sont Gilbert White et Carl von Linné, puis Alexander von Humboldt. Vers la fin de sa vie, il découvre et adopte la nouvelle théorie de l'évolution des espèces de Charles Darwin, par l'intermédiaire de Étienne Geoffroy Saint-Hilaire
Ses propositions, notamment lors de la conférence sur La Succession des arbres (conférence donnée à l'exposition bovine de la Middlesex Agricultural Society) en font également un protecteur de l'environnement. En effet, déjà à cette époque l'homme réduit les espaces boisés : en 1880, il ne restait plus que 40 % de terres boisées dans le Massachusetts. Thoreau avertit ses concitoyens de ce danger et milite en faveur d'une utilisation rationnelle des ressources et de la protection de la faune et de la flore. Thoreau se passionne ainsi pour l'écologie de la graine et, à force d'observations attentives, découvre que les écureuils, en transportant loin les graines, permettent de renouveler les espèces d'arbres. Par son désir de retrouver la forêt primitive, Thoreau appartient sans conteste à « la tradition arcadienne de la pensée écologique ». « Sa biographie et son œuvre donnent un exemple parfait de l'attitude romantique envers la terre et de la philosophie de plus en plus complexe et sophistiquée de l'écologie. Thoreau constitue une remarquable source d'inspiration et de référence pour l'activisme subversif du mouvement écologique actuel » explique Donald Worster.
L'environnement exige le plus grand respect, puisqu'un philosophe s'en nourrit. Mais toutes les richesses de la nature ne pourront jamais suppléer aux lacunes des hommes, et une approche strictement matérialiste de la nature est stérile. Ainsi, Thoreau critique dans un de ses premiers essais, intitulé Le Paradis à (re)conquérir, la promesse d'un ingénieur allemand selon qui l'exploitation des énergies du vent, des marées et du soleil (les énergies éoliennes, solaires et marémotrices) permettrait rapidement un règne d'abondance et de confort pour tous, et ce avec peu d'effort. Il est illusoire de croire que le monde peut s'améliorer tant que les hommes eux-mêmes ne changeront pas, soutient-il.

### La société aveugle à l'aune des besoins humains
Peu après l'expérience de Walden, Thoreau publie le texte d'une conférence, « La vie gaspillée » qui forme l'essai publié en 1854 de La Vie sans principe. Dans ce texte, il attaque vivement l'économie et la société industrielle. Il réaffirme les valeurs éthiques liées à l'individualisme contre celles véhiculées par l'État. Il dit ainsi dans La Désobéissance civile : « Je pense que nous devons être des hommes, des sujets ensuite ». Il ne voit face à cet envahissement de la sphère privée que deux solutions : la désobéissance civile d'une part, l'usage de la force d'autre part, possibilité qu'il n'évoque néanmoins que timidement. En ce sens, Thoreau a été considéré, par toute une frange des penseurs modernes de cette pensée, comme un anarchiste. Comme le rappelle Guillaume Villeneuve « l'ambition de Thoreau est spirituelle, soucieuse de transformation intérieure : l'ennemi est en nous, non à l'extérieur. La violence doit d'abord s'exercer sur nous […] ».

### La notion de non-violence chez Thoreau
Face aux autorités esclavagistes, qui ont des visées expansionnistes dans la guerre contre le Mexique au Texas, et arrêtent Anthony Burns à Boston en vertu de la loi sur les esclaves fugitifs, Thoreau prône la non-participation aux injustices des gouvernements, et la non-collaboration avec leurs institutions. Ces idées étaient soutenues depuis des années par le courant abolitionniste mené par Garrison. Cependant, la résistance au gouvernement de Thoreau était strictement basée sur la constatation de son caractère « injuste », et non sur des principes chrétiens de « non-résistance » (ni sur l'analyse de la violence faite par les pacifistes). Dans The Service, Thoreau critique les attitudes de passivité prêchées par ces doctrines de non-résistance et plaide pour tenter de construire la Paix non par « la rouille sur nos épées ou notre incapacité à les tirer de leur fourreau », mais plutôt en « s'attelant sérieusement à la tâche qui nous attend ».
Thoreau a exprimé quelques réflexions sur la non-violence dans son journal : il écrit que « le soldat est un héros dégénéré », « un individu prêt à tuer ou être tué est bon pour [être envoyé dans] un hôpital de fous », etc. Mais son idéal de la justice était nourri de l'histoire des patriotes de la guerre d'indépendance et de personnages de l'antiquité, et il a exalté le courage et le dévouement de John Brown en 1859 parce que, personnellement, il voyait de manière favorable une action armée et violente "héroïque" pour faire disparaître l'esclavage. Thoreau a peut-être changé d'avis sur la non-violence au cours de sa vie, comme beaucoup d'autres personnes durant la longue bataille contre l'esclavage. Mais en réalité il ne mentionne le sujet dans ses essais que pour l'effleurer, comme par souci de simplicité et pour laisser place à « d'autres intérêts », si ce n'est par indifférence.
Le fait que Thoreau soit parfois associé à la non-violence peut s'expliquer par une assimilation étroite de cette notion avec celle de la non-coopération, une interprétation erronée de sa dénonciation de la guerre du Mexique comme une opposition à la guerre comme telle plutôt que contre l'expansion de l'esclavage au Texas, ainsi que la traduction et la distribution de son essai la Désobéissance civile par Gandhi, – tandis que les divergences d'opinion entre Thoreau et les tenants de la non-violence à son époque, les (abolitionnistes) non-résistants, sont méconnues.

## Lecteurs et admirateurs de Thoreau
Thoreau représente l'un des héros de l'« américanité » et « son nom fait partie du bagage culturel minimum de l'Américain moyen qui en connaît quelques expressions ou préceptes célèbres »,.

### Politique

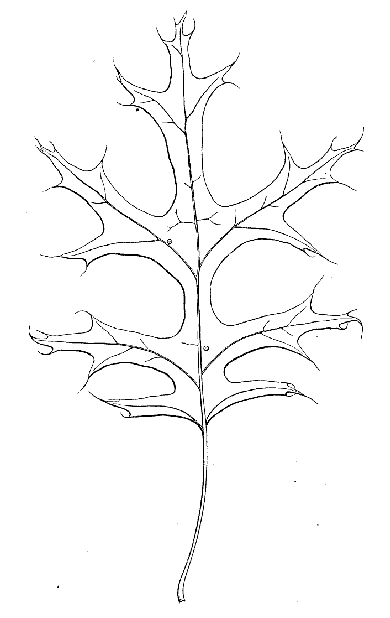
Dessin d'une feuille de Quercus coccinea (ou « chêne écarlate ») par Thoreau illustrant le chapitre The Scarlet Oak dans son essai Autumnal Tints (1862).

Les écrits de Thoreau ont eu un rayonnement important après sa mort, à tel point que Gilles Farcet parle de la « dimension prophétique » de son œuvre. Des leaders politiques tels que le Mahatma Gandhi (l'ascétisme pratiqué par Gandhi s'inspire beaucoup de la pensée du poète américain), le président John F. Kennedy, le militant des droits civiques Martin Luther King, William O. Douglas, Thomas Merton, les continuateurs de Lanza del Vasto ont évoqué l'influence de l'œuvre de Thoreau sur leurs actions.
Au sein de la pensée politique ou éthique, Thoreau a influencé nombre de personnalités tels : Murray Rothbard, Albert Jay Nock ou John Rawls. L'anecdote du refus de payer l'impôt et le concept de « désobéissance civile » ont ainsi servi de base de réflexion à l'auteur de Théorie de la justice.

### Écologie

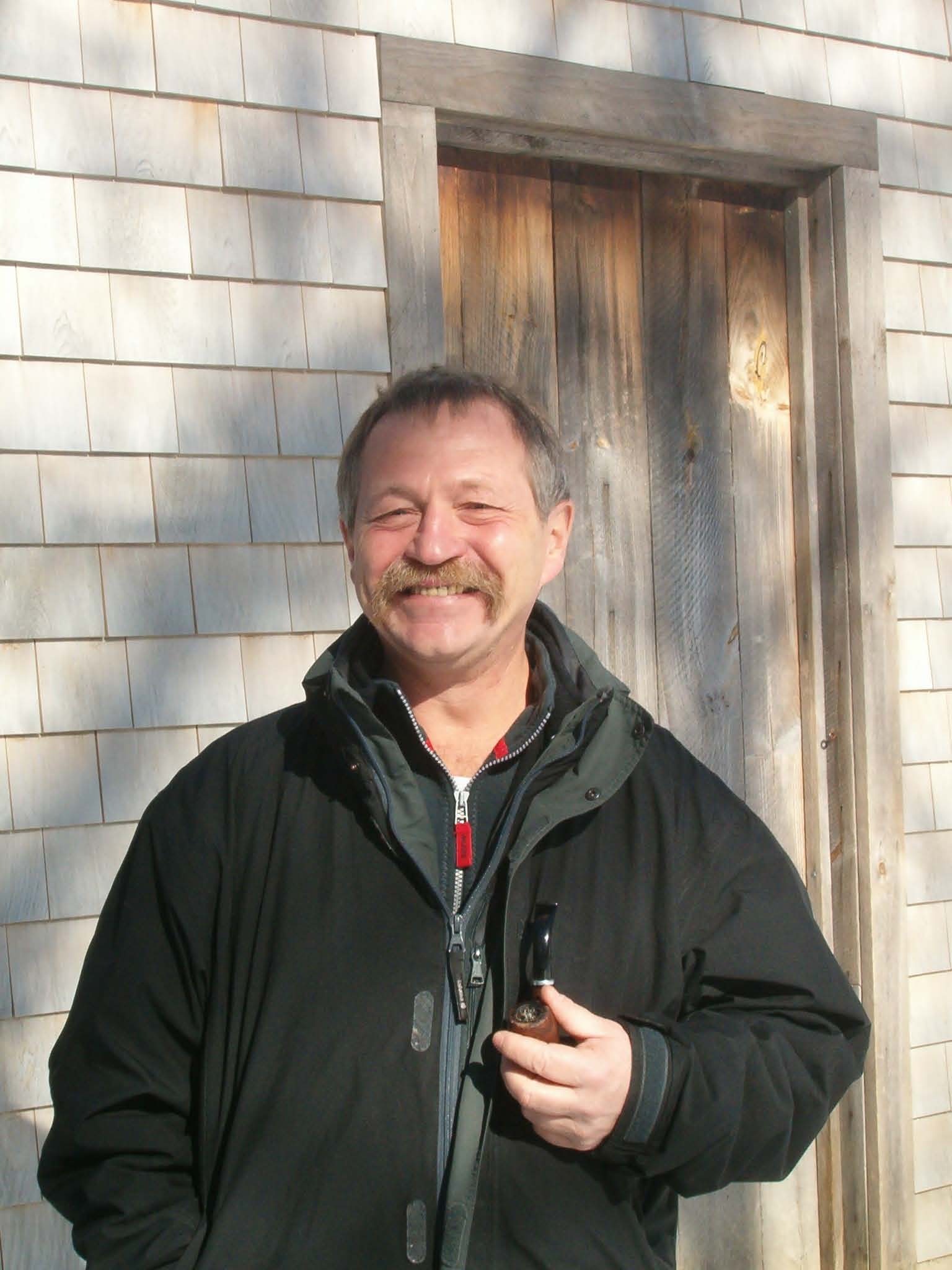
José Bové devant la cabane reconstituée de Thoreau à Walden Pond.

Le rayonnement de Thoreau a également été utilisé par l'écologie politique. L'expression de « désobéissance civile » est en effet reprise par les paysans du Larzac et par José Bové mais en mouvement plus violent. Des études modernes, dont celles de Lawrence Buell (The Environmental Imagination : Thoreau, Nature Writing and the Formation of American Culture, 1995) ont montré l'actualité de la pensée de Thoreau à ce propos, pensée qui nourrit jusqu'à l'écologie profonde, l'environnementalisme et le monde libertaire, celui de Murray Bookchin et de Paul Goodman. Ainsi, dans L'écologie technophobe de Thoreau, 11e volume de Contre-histoire de la philosophie, le philosophe Michel Onfray dévoile en quoi les tenants de l'écologie peuvent se réclamer de l'héritage intellectuel de Thoreau.
Les études scientifiques menées par Thoreau ont été réévaluées dans les années 1980 et ont été reconnues comme scientifiquement valables en limnologie et en phénologie explique Michel Granger. Thoreau marque également l'histoire du courant végétarien, en considérant ce mode de vie comme un idéal de purification à atteindre même s'il ne semble pas avoir lui-même assidûment pratiqué ce régime. François Duban évoque l'influence moderne de Thoreau sur les politiques environnementales, dans L'écologisme aux États-Unis (2000). Sa philosophie serait ainsi à l'origine de l'aménagement du territoire américain pour Michel Granger. Pour François Specq la contribution de Thoreau à la naissance de l'idée de parc national, aux États-Unis, est réelle et date de 1858, dans le chapitre « Chesuncook » des Forêts du Maine (1864)

### Littérature
En littérature, Walden inspira William Butler Yeats, le grand poète nationaliste irlandais, qui y fait référence dans son poème The Lake Isle of Innisfree dans le recueil The Countess Kathleen and Various Legends and Lyrics publié en 1893. Romain Rolland, qui parle de l'œuvre de Thoreau comme étant la « Bible du grand Individualisme » et qui projetait une traduction qu'il abandonna, y fait référence dans sa Vie de Vivekananda. Le romancier Robert Louis Stevenson, bien qu'irrité par la philosophie de Thoreau, voit en lui un « maître du style » (« master of style »). Jean Giono s’inspire du concept de désobéissance civile dans Refus d’obéissance.
Léon Tolstoï découvrit l'essai de Thoreau La Désobéissance civile en 1894 grâce à un journal anglais ; il le traduisit en russe. Thoreau a inspiré d'autres personnalités du monde des arts et des lettres comme Henry Miller, Edward Abbey (Down the River with Henry Thoreau, 1984), Willa Cather (O Pioneers!, 1913), Marcel Proust, qui dit, à propos de passages de Walden, « comme si on les lisait à l'intérieur de soi-même, tellement plus qu'ils ne proviennent des profondeurs de notre expérience intime », mais aussi Sinclair Lewis (The American Adam, 1959), Ernest Hemingway ou encore Elwyn Brooks White. L'architecte Frank Lloyd Wright explique que « l'architecture moderne américaine serait incomplète sans la sage observation du sujet élaborée par Thoreau ». L'influence de Thoreau et de Walden en particulier sur les écrivains écologistes concerne : John Burroughs, John Muir, E.O. Wilson, Edwin Way Teale, Joseph Wood Krutch, Rick Bass (son roman Winter, publié en 1999, est organisé de manière semblable à Walden) ou encore le poète Kenneth White. Jim Harrison revendique également la paternité littéraire de Walden.

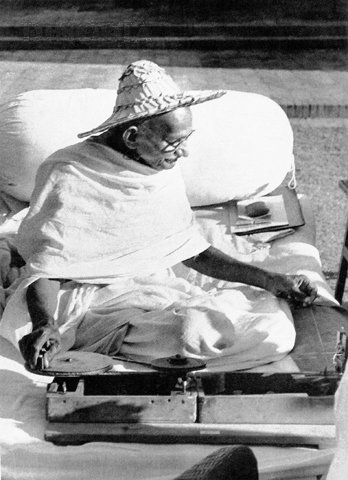
Gandhi a lu, en prison, le livre La Désobéissance civile de Thoreau et en a tiré l'idée de résister par la non-violence ou ahimsa en hindi.

Walden a également directement inspiré plusieurs œuvres littéraires. En 1948, le psychologue béhavioriste Burrhus Frederic Skinner écrit un roman à thèse, Walden Two, dans lequel il imagine une communauté expérimentale utopique (experimental community) basée sur les idées de Thoreau. L'auteur suédois Stig Dagerman cite les noms de Thoreau et de Walden dans son essai Notre besoin de consolation est impossible à rassasier publié en 1952. Le photographe américain Ian Marshall a également écrit un livre de haïkus intitulé Walden by haiku (2009) dans lequel il s'arrête sur plusieurs citations de Thoreau.
L'écrivain américain de science-fiction James Patrick Kelly décrit dans son roman Fournaise une société utopique implantée sur un monde nommé Walden afin d'y pratiquer le retour à la terre, et, d'une manière plus générale, à la Simplicité (un mouvement philosophique s'opposant aux bouleversements introduits par la technologie).
Thoreau est évoqué dans le roman Dans le torrent des siècles du grand auteur de science-fiction Clifford D. Simak : à l’occasion de la rencontre entre Asher Sutton (héros du roman), qui vient de l’année 7990, et Cliff, un vieux pêcheur de 1977 (Simak lui-même ?), ce dernier lui fait l’éloge de Thoreau et lui en conseille la lecture.

### Musique
En musique, Charles Edward Ives a intitulé « Henry David Thoreau » le quatrième mouvement de sa Concord Sonata qui est un hommage aux écrivains transcendantalistes. Son essai, Essay before a Sonata témoigne par ailleurs en quoi Walden est une profonde source d'inspiration pour lui et explique pourquoi Thoreau donne une importance fondamentale à la musique de la nature notamment lorsqu'il dit dans son Journal : « Il y a de la musique dans chaque son ». Enfin, le compositeur John Cage considère Thoreau comme son maître et, s'inspirant de son rythme poétique, il a composé Empty words (1973–1974) et 40 drawings by Thoreau.
En septembre 2018, l'auteur-compositeur-interprète québécois Richard Séguin lance un album concept, "De retour à Walden", inspiré de la vie et de l'œuvre de Thoreau. Jorane, Élage Diouf et Normand D'Amour participent également au projet.
Le compositeur Loïc Guénin compose un cycle de pièces mixtes intitulées WALDEN [..un lieu..]. Adoptant la posture et s'inspirant de la pensée de Thoreau, il écrit des partitions graphiques en travaillant à partir de l'architecture formelle, sociale et sonore des lieux qui lui passent commande. Il a également imaginé une installation-composition en construisant une cabane qu'il pose dans le paysage, invitant le public à adopter une pleine écoute.

### Cinéma et télévision
L'œuvre de Thoreau est évoquée dans de nombreux films tels que : Tout ce que le ciel permet (1955), Madame croque-maris (1964), Into the Wild de Sean Penn (2007), The Great Debaters (2007) et aussi dans des séries à la télévision telles que : Dawson (Dawson's creek) (saison 4 épisode 10), Young Americans (saison 1 épisode 3), Les Experts (saison 7 épisode 20), Numb3rs (saison 3 épisode 7). Des passages de Walden sont cités à l'ouverture de chaque réunion secrète des membres du Cercle des poètes disparus (Dead Poets Society) dans le film homonyme de Peter Weir (1989), comme la célèbre citation « sucer toute la moelle secrète de la vie » et notamment la scène où il est annoncé que le secret de la vie est de saisir le jour (carpediem).
Dans Walden. Diaries, Notes, and Sketches (1969) le réalisateur d'origine lituanienne Jonas Mekas élabore un journal sous forme filmographique, de 43 minutes.
Le second film du réalisateur américain Shane Carruth, Upstream Color (2013) contient de nombreuses références à Walden ou la Vie dans les bois avec lequel les personnages entretiennent un rapport privilégié. Le film s'inspire également du transcendantalisme.

### Arts graphiques
Maximilien Le Roy et A. Dan mettent en scène Thoreau lors de son passage à Walden dans une bande dessinée intitulée Thoreau – La vie sublime (2012).

### Critiques de Thoreau
De son vivant, Thoreau est considéré comme un arriéré et un original. Mais la principale critique vient d'un autre écrivain, l'auteur écossais Robert Louis Stevenson, qui considère que la volonté de Thoreau de vivre simplement dans la nature, loin de la société moderne, lui donne un caractère efféminé et des manières snobs. Il écrit un essai publié dans le Cornhill Magazine en juin 1880, intitulé « Henry David Thoreau: His Character and Opinions », traduit en français sous le titre Un roi barbare : essai sur Henry David Thoreau, dans lequel il dit être irrité par le puritanisme de Thoreau : « On peut trouver une sorte de noblesse rustre, la noblesse d’un roi barbare, dans la confiance inébranlable que Thoreau a en lui-même et dans son indifférence aux désirs, aux pensées et aux souffrances d’autrui ».
Tout au long du XIXe siècle, Thoreau sera souvent rejeté comme un « grincheux provincial » hostile au progrès matériel. L'historien Ronald Creagh souligne qu'en tournant « le dos au mythe du progrès » Thoreau s'est aliéné le « XIXe siècle positiviste et scientiste ». Rééditée en France dans les années 1960, son œuvre connaît un regain d'intérêt lors du mouvement de mai 68. La grève générale de mai redonne en effet une actualité politique à Walden ; « fable moderne de l’individu excentrique cherchant à s’émanciper de la tradition », dénonçant le pouvoir de l’argent, la rigidité des conventions sociales et la violence des institutions, raillant « le papotage des journaux et refus[ant] de s’incliner devant le progrès technique », l'œuvre de Thoreau proposait « un modèle alternatif centré sur l’individu non-conformiste à l’esprit critique toujours en éveil » dans lequel les jeunes générations se reconnaissaient alors. Cependant, l'épisode de Walden est perçu comme l'œuvre d'un idéaliste et d'un rêveur. Le poète John Greenleaf Whittier condamne ainsi Thoreau, le jugeant « très mauvais et païen » et expliquant que ce dernier cherche à renvoyer l'homme à une vie animale et dégradante.
Pendant la Seconde Guerre mondiale et durant la guerre froide, Thoreau est mis au pilori aux États-Unis. Considéré comme un « un-American » (un « non-américain ») dans les années 1940 le public lui reproche son pacifisme. Une anthologie où il figure est interdite par Joseph McCarthy. En juillet 1946, le centenaire de sa nuit passée en prison pour refus de payer l'impôt n'est pas célébré comme à l'habitude alors que, durant la période du maccarthysme, le livre La Désobéissance civile est interdit dans certaines bibliothèques du pays. Dans les années 1960, la critique se veut davantage universitaire. On lui reproche en effet des propos rétrogrades et misogynes, critique émanant du milieu féministe américain [réf. nécessaire].

## Chronologie de la publication de l'œuvre
- The commercial spirit of modern times considered in its influence on the Political, Moral, and Literary (1837)
- Aulus Persius Flaccus (1840)
- The Service (1840)
- Natural History of Massachusetts (publié dans The Dial en juillet 1842)
- Paradise (to be) Regained (1843)
- The Landlord (1843)
- Sir Walter Raleigh (1844)
- Herald of Freedom (1844)
- Wendell Phillips Before the Concord Lyceum (1845)
- Reform and the Reformers (1846-8)
- Thomas Carlyle and His Works (1847)
- A Week on the Concord and Merrimack Rivers (1849)
- Civil Disobedience (1849)
- An Excursion to Canada (1853)
- Slavery in Massachusetts (1854)
- Walden or Life in the woods (1854)
- Remarks After the Hanging of John Brown (1859)
- The Last Days of John Brown (1860)
- A Plea for Captain John Brown (1860)
- Walking (1862)
- Autumnal Tints (1862)
- Wild Apples: The History of the Apple Tree (1862)
- Excursions (1863)
- Life without principle (1863)
- Night and Moonlight (1863)
- The Highland Light (1864)
- The Maine Woods (1864)
- Cape Cod (1865)
- Letters to Various Persons (1865)
- A Yankee in Canada (1866)
- Early Spring in Massachusetts (1881)
- Summer (1884)
- Winter (1888)
- Autumn (1892)
- Miscellanies (1894)
- Familiar Letters of Henry David Thoreau (1894)
- Poems of Nature (1895)
- The First and Last Journeys of Thoreau (1905, découvert tardivement parmi ses journaux et manuscrits inédits)
- The Journal of Henry D. Thoreau (1906, - première édition pratiquement complète; réédité en 1962 en deux volumes, 1837-Oct. 1855, novembre 1855-1861)

## Bibliographie des œuvres en français

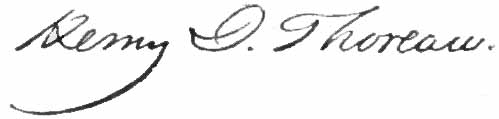
Signature de Henry David Thoreau.